# Emmanuel Françoise
Emmanuel Françoise (Metz, 8 giugno 1987) è un ex calciatore francese, di ruolo centrocampista.

## Carriera
Inizia la carriera nelle giovanili del Metz, nella cui squadra riserve gioca poi dal 2005 al 2008; a partire dalla stagione 2006-2007 viene anche aggregato alla prima squadra, con cui esordisce giocando una partita in Coppa di Lega. Nella stagione 2007-2008 gioca anche la sua prima (ed unica) partita di campionato col Metz, esordendo in Ligue 1; nella medesima stagione gioca anche una partita in Coppa di Francia, per poi lasciare il Metz da svincolato nell'estate del 2008. Dopo alcuni mesi trascorsi senza squadra, nel gennaio del 2009 si trasferisce in Germania al Kaiserslautern, nella cui squadra riserve gioca per i successivi 6 mesi, nel corso dei quali colleziona 7 presenze nella quarta divisione tedesca. Nell'estate del 2009 si trasferisce al F91 Dudelange campione di Lussemburgo in carica; con la formazione lussemburghese fa il suo esordio nelle coppe europee, giocando 2 partite nei turni preliminari di Champions League, nei quali la sua squadra perde entrambe le sfide contro i lettoni del Ventspils. Nel corso della stagione segna inoltre 4 gol in 17 partite nella prima divisione lussemburghese, per poi passare a fine anno al Visé, nella seconda divisione belga; rimane in Belgio per le successive 3 stagioni, tutte in Tweede klasse, campionato in cui nell'arco del triennio segna in totale 16 reti in 64 presenze.
Nell'estate del 2013 si trasferisce in Italia, alla Cremonese: con i grigiorossi nel corso della stagione 2013-2014 gioca 2 partite in Coppa Italia e 12 partite nel campionato di Lega Pro Prima Divisione, nel quale segna anche 2 gol. Dopo un solo anno fa ritorno in Lussemburgo, al Fola Esch, con cui rimane per 3 anni, vincendo anche un campionato nella stagione 2014-2015. Nel corso di questo triennio segna 26 gol in 63 partite in campionato e 3 gol in 12 partite in Coppa del Lussemburgo, giocando anche 2 partite nei turni preliminari di Champions League e 3 partite nei turni preliminari di Europa League.
Nell'estate del 2017 si trasferisce al Progrès Niedercorn, con cui il 4 luglio 2017 segna il suo primo gol in carriera nelle coppe europee realizzando il momentaneo 1-0 nella partita vinta per 2-0 contro gli scozzesi dei Rangers, nel primo turno preliminare di Europa League; con questa rete contribuisce inoltre alla prima vittoria in competizioni UEFA nella storia del club (in precedenza aveva ottenuto 2 pareggi ed 11 sconfitte); in questa stagione segna complessivamente 2 gol in 4 partite nei preliminari di Europa League, competizione in cui gioca poi ulteriori 7 partite nei turni preliminari nel biennio successivo (5 nella UEFA Europa League 2018-2019 e 2 nella UEFA Europa League 2019-2020).

## Palmarès

### Club

#### Competizioni nazionali
- Campionato lussemburghese: 1

Fola Esch: 2014-2015